# Коли дел Виваро (Рим)
Коли дел Виваро је насеље у Италији у округу Рим, региону Лацио.
Према процени из 2011. у насељу је живело 58 становника. Насеље се налази на надморској висини од 565 м.